# ワンダー・ホイール

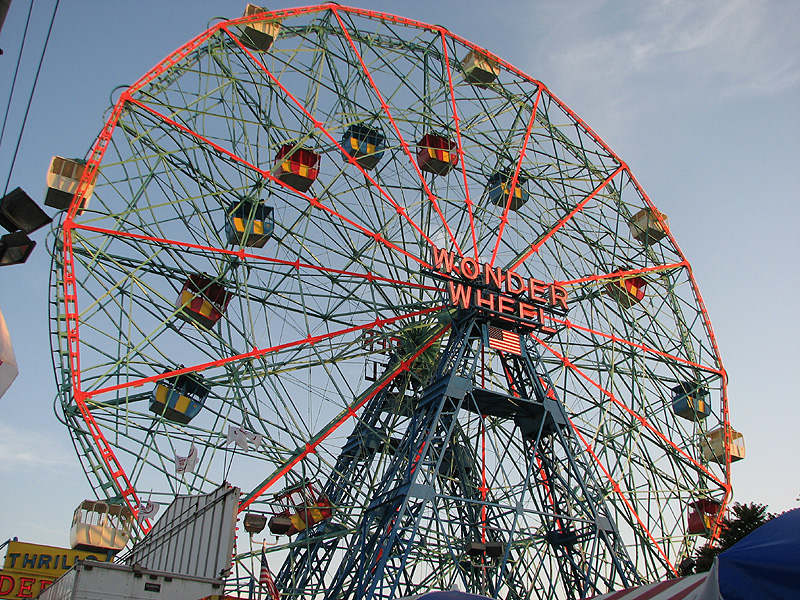
2008年のワンダー・ホイール

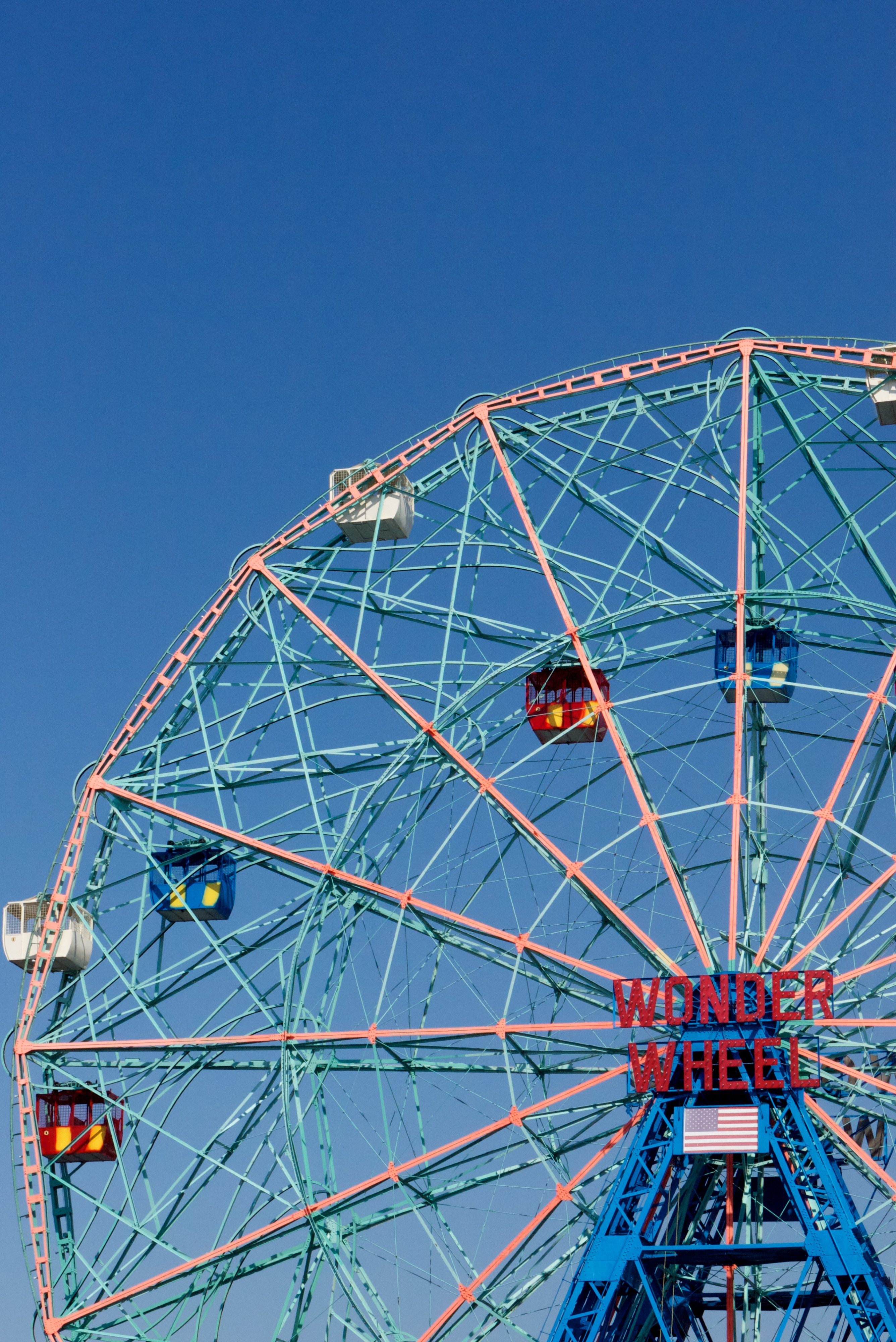
2010年のワンダー・ホイール

ワンダー・ホイール (Wonder Wheel) は、ニューヨーク市ブルックリン区コニーアイランドにあるデノズ・ワンダー・ホイール・アミューズメント・パークに建つ高さ45.7-メートル (150 ft)の観覧車である。
一般的な観覧車の構造と異なり、この観覧車のいくつかのゴンドラは車輪状のフレームに直接固定されておらず、車輪の回転によりハブ（中心）とリム（円周）の間のレールに沿ってスライドするようになっている。このタイプの観覧車はエキセントリック・ホイール（偏心観覧車）と呼ばれる。

## 歴史

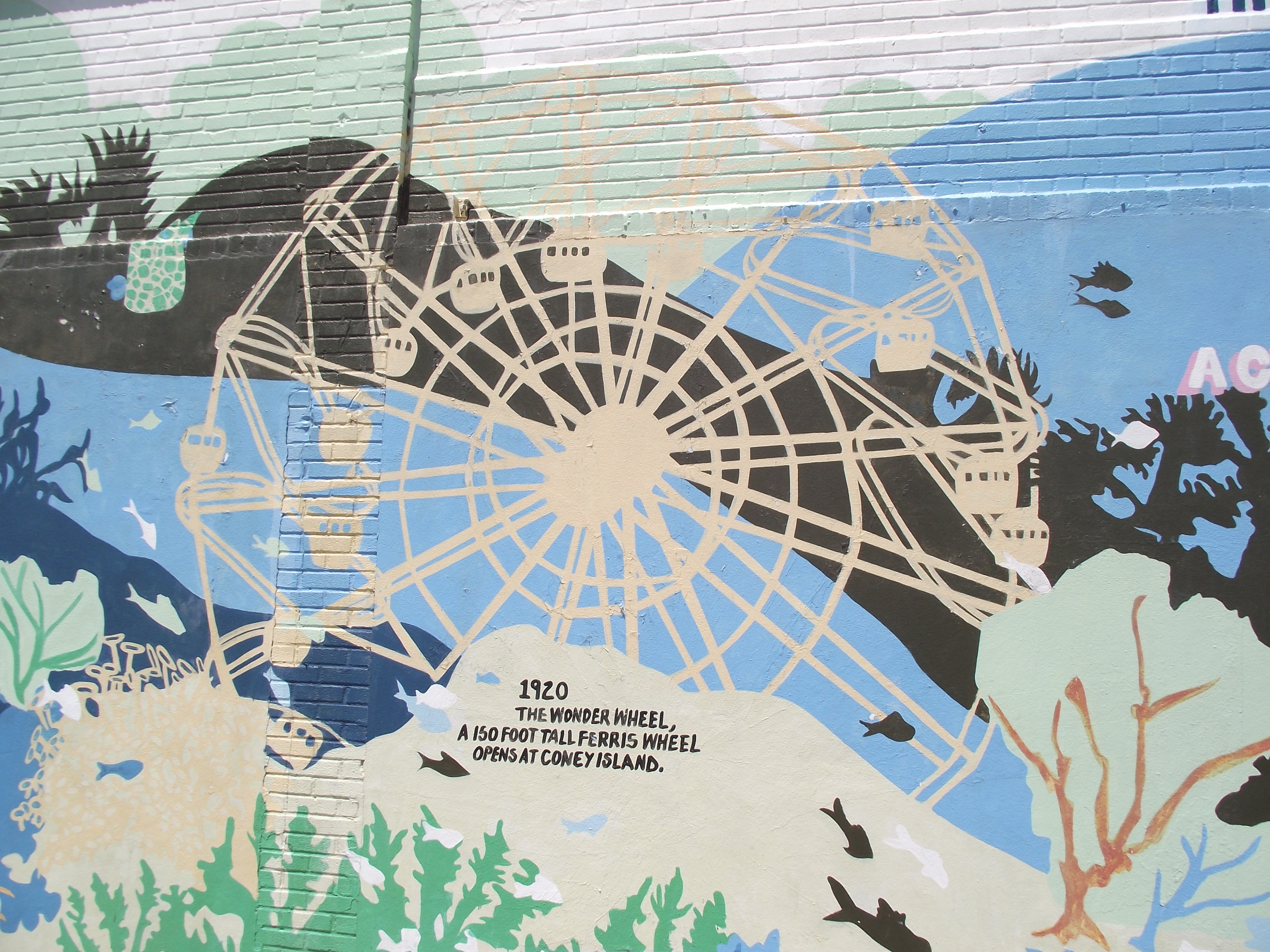
ニューヨーク水族館の南壁に描かれたワンダー・ホイール

ワンダー・ホイールは1920年にEccentric Ferris Wheel Companyによって製造された。24個の密閉式のゴンドラを持ち、それぞれに6人乗ることができ、計144人の乗客を乗せることができる。そのうち16のゴンドラは車輪が回転するにつれて中心と円周の間をスライドするようになっており、残りの8つは車輪の縁に固定されている。
オペレータが意図しないで停止したことは、1997年7月13日のニューヨーク停電の間だけであった。この観覧車の動力は電力であるが、この停電の際は、オーナーがクランクで車輪を回転させて乗客を降ろすことができた。

## レプリカ
- ミッキーのファンウィール(旧・Sun Wheel) - ディズニー・カリフォルニア・アドベンチャーにある高さ48.8-メートル (160 ft)の偏心観覧車である[1]。
- ワンダーホイール - 横浜ドリームランド（2002年閉園）にあったもの。